# Marcel Meran
Marcel Meran va ser un regatista francès, que va competir a cavall del segle xix i el segle xx. El 1900 va prendre part en els Jocs Olímpics de París on participà en diferents proves del programa de vela. Guanyà una medalla de bronze en la 1a cursa de la modalitat de ½ a 1 tona a bord del Scamasaxe. En la segona cursa quedà segon, però aquesta no és reconeguda pel Comitè Olímpic Internacional.